# Thomas Struth
Thomas Struth (nascido em 11 de Outubro de 1954) é um fotógrafo alemão. É mais conhecido pela sua série Museum Photographs (Fotografias de Museus), os seus retratos de família e as suas fotografias a preto e branco das ruas de Düsseldorf e de Nova Iorque. Struth vive e trabalha em Berlim e Nova Iorque. De 1993 a 1996, Struth foi o primeiro professor de fotografia na Staatliche Hochschule für Gestaltung em Karlsruhe, Alemanha. Entre 2010 e 2011, foi Humanitas Visiting Professor em Arte Contemporânea na Universidade de Oxford.

## Primeiros anos e aprendizagem
Struth nasceu em Geldern, Alemanha, filho da ceramista Gisela Struth e do director de banco Heinrich Struth. Estudou na Academia de Düsseldorf de 1973 a 1980, inicialmente frequentou as aulas de pintura com Peter Kleemann e, a partir de 1974, com Gerhard Richter. Com um interesse maior pela fotografia e o incentivo de Richter, Struth, juntamente com Candida Höfer, Axel Hütte e Tata Ronkholz, ingressou no primeiro ano do novo curso de fotografia ministrado por Bernd e Hilla Becher, em 1976.

## Obra
Em 1976, como parte de uma exposição estudantil na Academia, Struth apresentou pela primeira vez uma grade composta por 49 fotografias, tiradas de uma perspectiva centralizada das ruas desertas de Düsseldorf, cada uma delas obedecendo a uma lógica estrita de simetria central. As composições são simples e as fotografias não foram encenadas nem manipuladas digitalmente na pós-produção. Fortes contrastes de luz e sombra foram também são evitados, com Struth preferindo a luz acinzentada e inflexível do início da manhã, o que serviu para melhorar o tratamento objectivo das cenas.
Em 1977, Struth e Hütte viajaram para a Inglaterra por dois meses e fotografaram diferentes aspectos da habitação no contexto urbano do leste de Londres. Em 1978, Struth foi o primeiro artista residente no PS 1 Studios , em Long Island City. Em 1979 Struth viajou para Paris para visitar Thomas Schütte, um colega estudante da Kunstakademie, e prosseguiu o seu registo de fotografias de paisagens urbanas. Struth produziu séries fotográficas semelhantes em Roma (1984), Edimburgo (1985), Tóquio (1986) e outros lugares. Esses primeiros trabalhos consistiam em fotos a preto e branco de ruas. Os arranha-céus foram outra característica do seu trabalho, com muitas das suas fotografias tentando mostrar a relação das pessoas com o ambiente da actualidade.
Em meados da década de 1980, Struth, depois de um encontro com o psicanalista Ingo Hartmann, deu uma nova dimensão ao seu trabalho ao passar a produzir retratos de família, alguns coloridos e outros a preto e branco. Como resultado, essas obras tentam mostrar a dinâmica social subjacente dentro de uma fotografia aparentemente estática.
Em 1989, Struth começou o seu ciclo mais conhecido, Museum Photographs, dedicado aos visitantes de alguns dos grandes museus e monumentos do mundo, incluindo o Art Institute of Chicago, o Louvre em Paris, a Accademia em Veneza e o Panteão de Roma. Expandindo a sua prática depois de morar em Nápoles e Roma no final dos anos 1980, também fotografou visitantes de igrejas. A partir de 1998, Struth expandiu a sua série com imagens filmadas em locais de forte significado secular (incluindo Times Square e o Parque Nacional de Yosemite). As suas fotos do Museu Pergamo em Berlim, tiradas entre 1996 e 2001, compreendem a primeira série inteiramente dedicada a um museu com obras arquitectónicas e escultóricas da antiguidade clássica, incluindo o famoso Altar de Pérgamo. Depois de várias tentativas infrutíferas de fazer trabalhos baseados em fotos espontâneas de visitantes no Museu Pergamon, em 2001 decidiu orquestrar o posicionamento dos participantes numa série de fotos. A série "Museo del Prado" de Struth, de 2005, composta por cinco fotografias tiradas ao longo de uma semana, todas de ângulos ligeiramente diferentes, representa visitantes reunidos em torno da obra As Meninas de Velázquez. Também em 2005, começou a produzir uma segunda série composta por grandes planos de espectadores de uma única obra no Hermitage em São Petersburgo. Aqui os espectadores são o objecto central da fotografia, enquanto a própria obra de arte permanece fora do quadro. Ao incluir nas suas fotografias pessoas que estão olhando para a obra de arte, "Struth torna os espectadores... conscientes da sua própria participação activa na conclusão do significado da obra, não como consumidores passivos, mas como reinterpretadores do passado".
Baseando-se em Düsseldorf, o trabalho de Struth continuou a expandir-se a partir da década de 1990. Entre 1998 e 2006, Struth começou a percorrer o mundo em busca de cenários de selva no Japão, Austrália, China, América e Europa. As suas primeiras oito Pictures from Paradise, de grande formato, foram criadas em 1998 na floresta tropical de Daintree, na Austrália. Entre 1995 e 2003, produziu uma série de fotografias de grupos de pessoas reunidas em locais emblemáticos, quer como turistas, quer como peregrinos.

## Mercado de arte
Struth geralmente trabalha em edições de dez cópias. Em 2007, o seu trabalho Pantheon, Rome (1990) foi vendido na Christie's de Nova Iorque, por $1.049.000. Em 26 de Junho de 2013, uma edição da mesma fotografia foi vendida por $1.253.208 na Sotheby's de Londres. Uma outra cópia foi vendida por $1.810.000 na Sotheby's de Nova Iorque, em 12 de Maio de 2015, actualmente o preço mais alto alcançado por uma das suas obras.

## Prémios
De entre os prémios que recebeu, pode-se mencionar o Prémio Europeu Helena Vaz da Silva, do Centro Nacional de Cultura.